# Bramall Lane
Bramall Lane est un stade de football localisé à Sheffield, dans le Yorkshire en Angleterre. C’est l’enceinte du club de Sheffield United. Le stade était à l'origine un terrain de cricket.
Bramall Lane est l'un des deux seuls terrains (avec l'Oval de Londres) qui a accueilli des matchs internationaux de football anglais (cinq matchs avant 1930), un match test de cricket en Angleterre (un seul test, en 1902, contre l'Australie) et une finale de FA Cup. Il a également accueilli régulièrement des demi-finales et des matchs d'appui de la FA Cup entre 1889 et 1938. En 2022, il a accueilli des matchs lors de l'Euro féminin de l'UEFA 2022.
Le stade a également accueilli des matchs de rugby pour les Sheffield Eagles et a également été sélectionné pour accueillir l'Angleterre contre la Grèce lors de la Coupe du monde de rugby à XIII 2021.
Le record de fréquentation du stade est de 68 287 spectateurs, établi lors d'un match nul du 5e tour de la FA Cup entre Sheffield United et Leeds United le 15 février 1936. Le stade a été entièrement rénové à la suite du rapport Taylor et a une capacité de 32 050 places assises. 
Bramall Lane est le plus ancien stade de football au monde encore en activité.

## Histoire
Le stade est inauguré en 1855 pour le cricket et recevait six clubs dont le Wednesday Cricket Club précurseur du Sheffield Wednesday. Le terrain n'a accueilli qu'un seul test match international de cricket, en 1902, Angleterre contre l'Australie.
Le 29 décembre 1862 le stade voit son premier match de football (Sheffield FC contre Hallam FC). Le stade étant la plus grande installation sportive de la ville, il sera utilisé pour de nombreuses compétitions et de nombreux clubs. Le 22 mars 1889, six jours après que 22 688 personnes assistent à la demi-finale de la FA Cup entre Preston North End et West Bromwich Albion, il a été décidé de créer une équipe de football à Bramall Lane. Elle a été nommée Sheffield United d'après l'équipe de cricket Sheffield United Cricket Club.
Avant la construction d'un stade national à Londres, Bramall Lane était utilisé pour les rencontres internationales. Le premier match de football éclairé au monde a eu lieu à Bramall Lane le 14 octobre 1878 devant 20 000 spectateurs.
En 1901, la piste cyclable est retirée, en 1953 sont installés les pylônes pour les matchs en nocturne.
Depuis 1994 le stade ne comporte que des places assises dans quatre tribunes principales et deux tribunes d'angle dans les coins nord-est et sud-ouest.
Le 16 mars 2002, un match de deuxième division opposant Sheffield United et West Bromwich Albion reçoit le surnom de « bataille de Bramall Lane » : trois joueurs locaux sont expulsés, deux autres quittent le terrain sur blessure et Sheffield ne compte plus que six joueurs sur le terrain obligeant l'arbitre à arrêter la partie à la 82e minute de jeu.

## Structure

### Tribune Bramall Lane

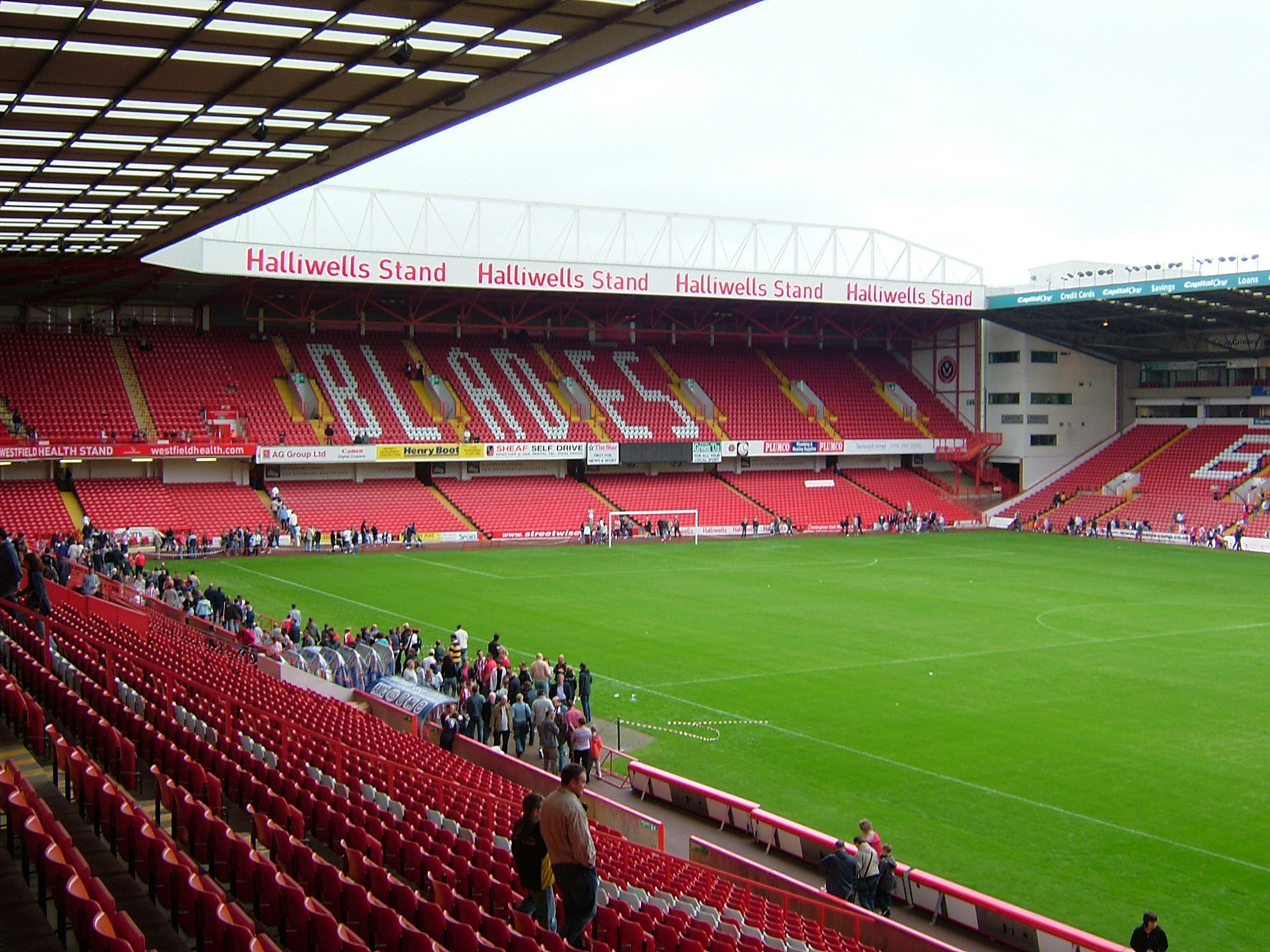
La tribune Bramall Lane

Il s'agit de la plus ancienne tribune, comportant deux niveaux elle a été ouverte en 1966 derrière le but, elle longe Bramall Lane la rue qui donne son nom au stade, et fait face au Kop. Le niveau inférieur est généralement occupé par les supporters visiteurs tandis que le niveau supérieur est donné aux supporters locaux (bien qu'une partie du niveau supérieur puisse être proposée aux supporters extérieurs pour les matches de coupe si la demande est suffisante). 
Au cours de la saison 2005-2006, l'extérieur du bâtiment a été recouvert de rouge et blanc, les couleurs du club, tandis que les sièges en bois du niveau supérieur ont été remplacés par de nouveaux sièges en plastique avec les mots "BLADES" écrits dessus. Il y a 2 700 sièges dans le niveau supérieur et 2 990 dans le niveau inférieur, ce qui donne une capacité totale de 5 680 places.

### Tribune Tony Currie

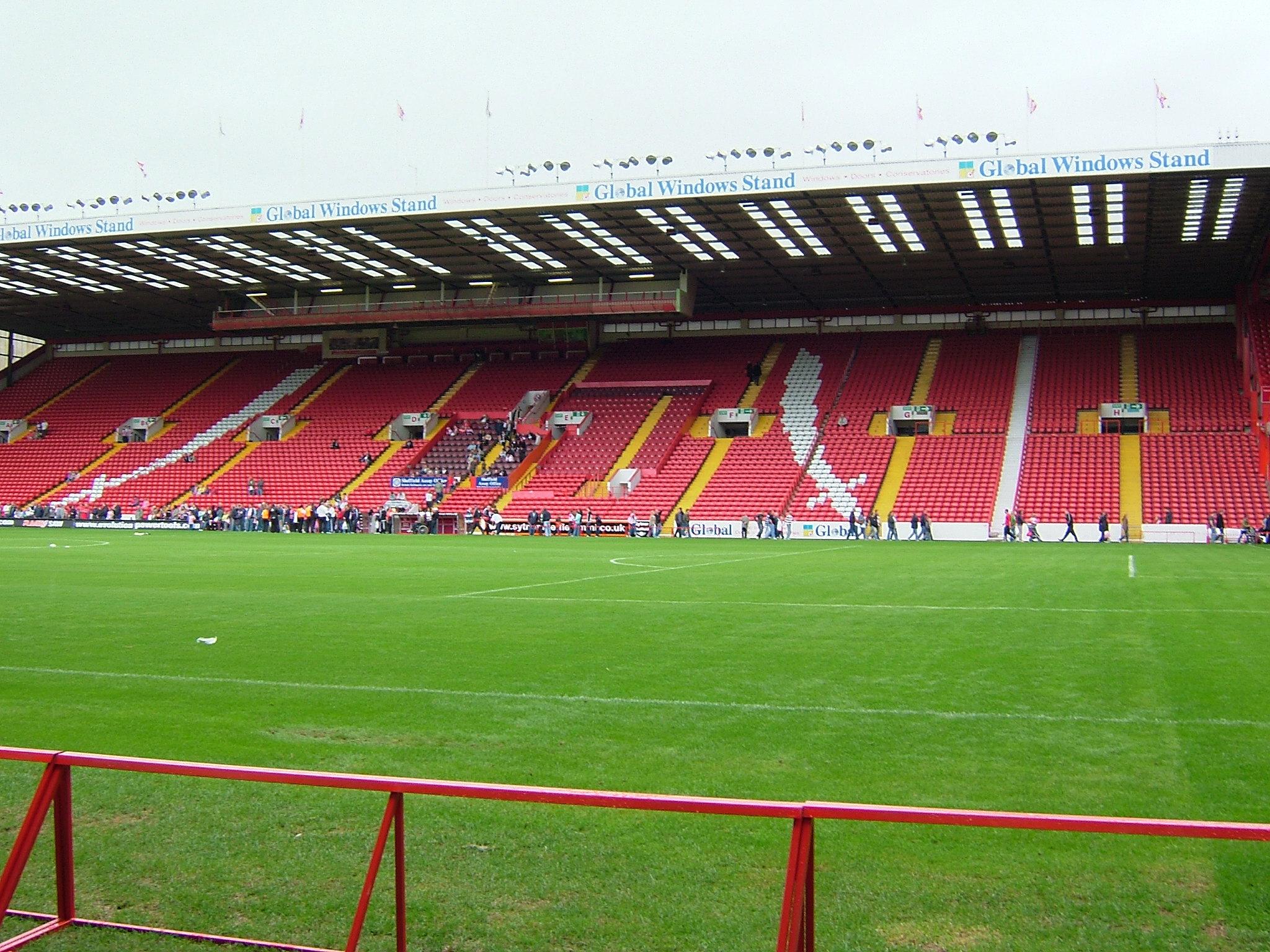
La tribune Sud

Situé à côté de Cherry Street, la tribune Sud (South Stand) nommé en 2018 d'après la légende de Sheffield United Tony Currie, est ouverte en 1975.
Au cours de la saison 2005-2006, cette tribune a été rénovée, les anciens sièges en bois sont remplacés par de nouveaux sièges en plastique rouge et des sièges en plastique blanc formant un emblème de deux épées. La tribune contient environ 7 500 places et la plupart des commodités du terrain, y compris la billetterie, le musée "Legends of the Lane", le restaurant "1889", la salle de presse, l'entrée des joueurs, les bureaux administratifs et le portique de télévision fixé sur le toit.
Au bas de la tribune, face au parking du club, le sol a été transformé en "Wall of Fame" des supporters. Construit en briques rouges emblématiques, chacun est gravé du nom ou du surnom d'un supporter.
En décembre 2017, le club a annoncé son intention d'agrandir la tribune Tony Currie. Les propositions comprenaient l'ajout de plus de 5 400 sièges supplémentaires, de nouvelles loges et un centre des médias. Les plans étendraient le bâtiment dans une partie de la zone de stationnement existante de Cherry Street

### The Kop

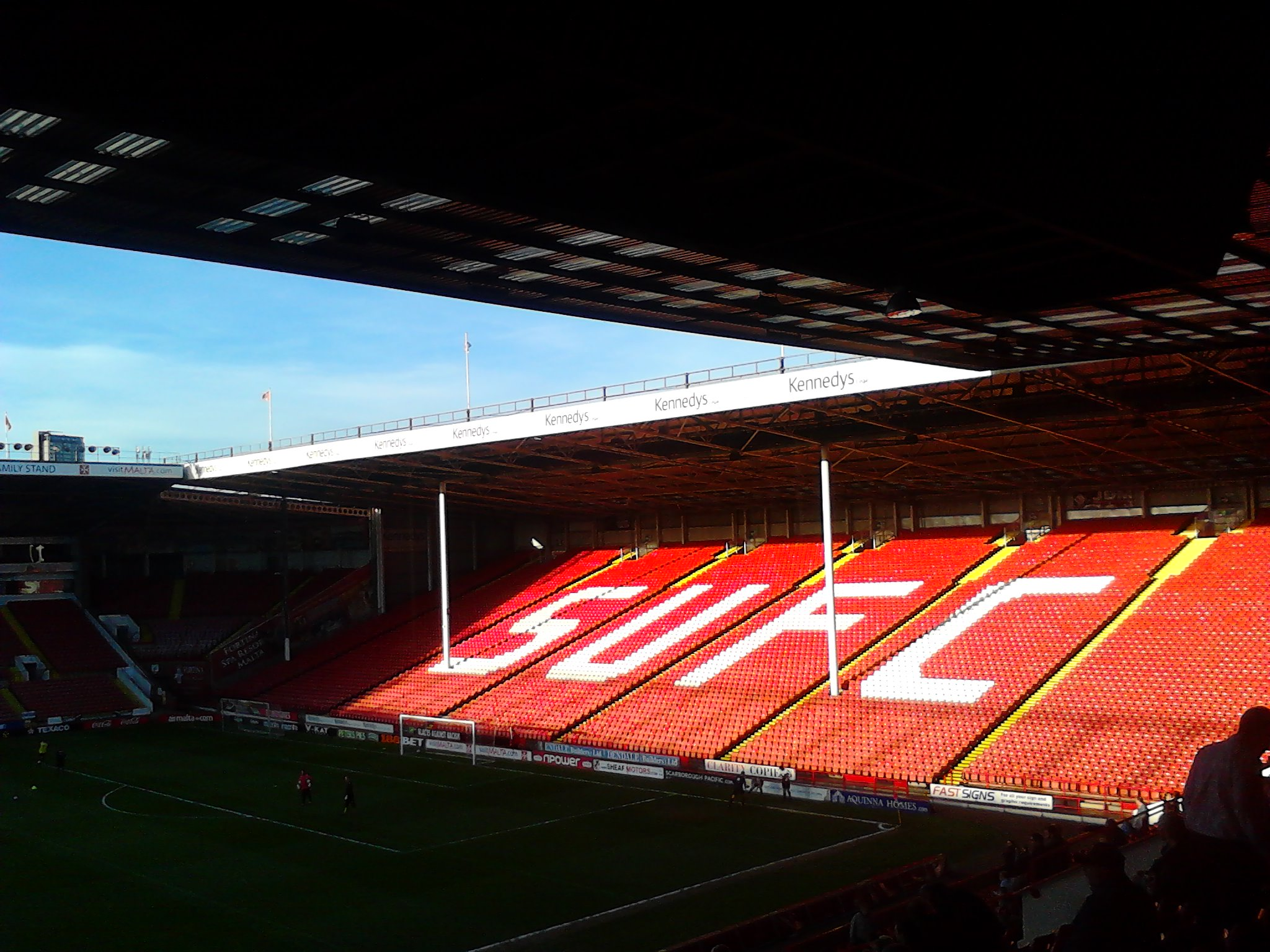
Le Kop

Le Kop ne propose que des places assises depuis 1991, c'est la zone dans laquelle les fans locaux prennent place. La tribune est construite sur une colline située derrière le but, à l'extrémité est du stade. Elle est placée le long de Shoreham Street, d'où le chant souvent entendu de "Hello, hello, We are the Shoreham boys, Hello, hello, We are the Shoreham boys..." venant de cette tribune les jours de match.
Elle porte les initiales du club "SUFC" écrites sur les sièges et accueille 10 221 supporters, ce qui en fait la plus grande tribune de Bramall Lane.
Lors d'une assemblée des actionnaires en novembre 2007, le club a annoncé qu'il avait l'intention d'agrandir le Kop de 3 500 places (ce qui en fait le plus grand « Kop » du pays) et de moderniser toutes les installations. Cependant, depuis lors, l'ancien directeur général Trevor Bircha a annoncé que l'extension ne sera pas prise en considération tant que le club ne pourra pas obtenir une place durable en Premier League.

### Tribune John Street

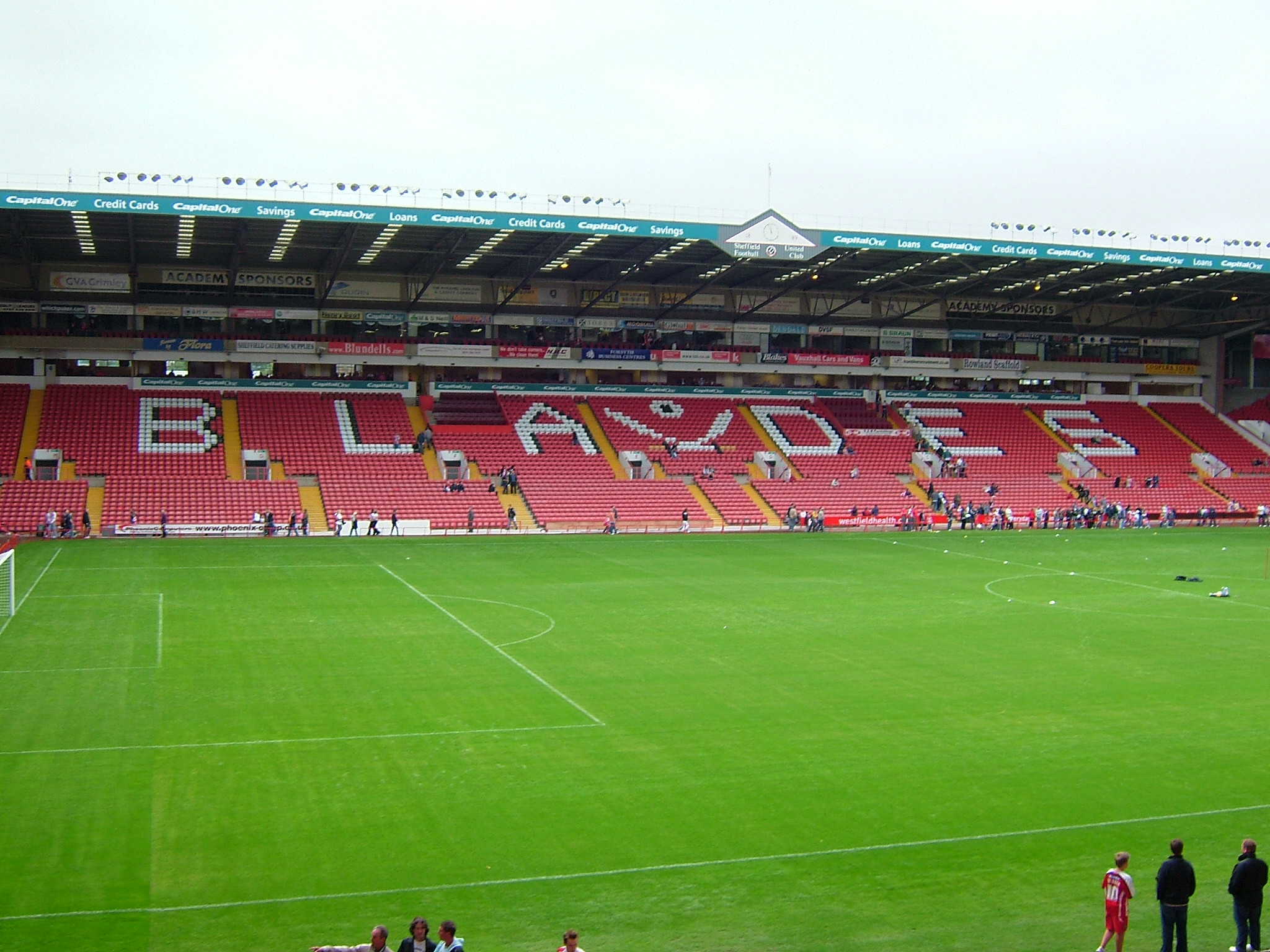
La tribune John Street

La tribune John Street, achevée en 1996, est utilisée comme enceinte familiale pour les supporters locaux et est située le long du côté nord du terrain, offrant une vue imprenable sur l'action de jeu. Elle porte le mot "BLADES" écrit sur les sièges et accueille un peu moins de 7 000 fans. C'est également là que les supporters handicapés peuvent s'asseoir. La tribune abrite une petite boutique du club et le "Tunnel Bar". Il y a aussi une rangée de 31 loges individuelles avec des installations privées en haut de la tribune.

## Matchs internationaux
| Date            |            | Résultat |                      | Compétition               |
| --------------- | ---------- | -------- | -------------------- | ------------------------- |
| 4 octobre 1883  | Angleterre | 2–3      | Écosse               | Amical                    |
| 5 février 1887  | Angleterre | 7–0      | République d'Irlande | British Home Championship |
| 29 avril 1889   | Angleterre | 4–0      | Pays de Galles       | British Home Championship |
| 4 avril 1903    | Angleterre | 1–2      | Écosse               | British Home Championship |
| 20 octobre 1930 | Angleterre | 5–1      | République d'Irlande | British Home Championship |

En 2022, Bramall Lane reçoit des matchs de l'Euro féminin de l'UEFA 2022 dont une demi-finale,.
| Date            | équipe 1   | équipe 2 | Résultat | Affluence | Match                 |
| --------------- | ---------- | -------- | -------- | --------- | --------------------- |
| 9 juillet 2022  | Pays-Bas   | Suède    | 1–1      | 21 342    | Euro 2022 Groupe B    |
| 13 juillet 2022 | Suède      | Suisse   | 2–1      | 12 914    | Euro 2022 Groupe B    |
| 17 juillet 2022 | Suisse     | Pays-Bas | 1–4      | 22 596    | Euro 2022 Groupe B    |
| 26 juillet 2022 | Angleterre | Suède    | 4–0      | 28 624    | Euro 2022 Demi-finale |

## Records
- Le record de fréquentation du stade est de 68 287 spectateurs, établi lors d'un match du 5e tour de la FA Cup entre Sheffield United et Leeds United le 15 février 1936.
- Le record dans la configuration avec uniquement des places assises date du 13 mai 2007, lors d'un match contre Wigan Athletic avec 32 604 spectateurs.

## Galerie

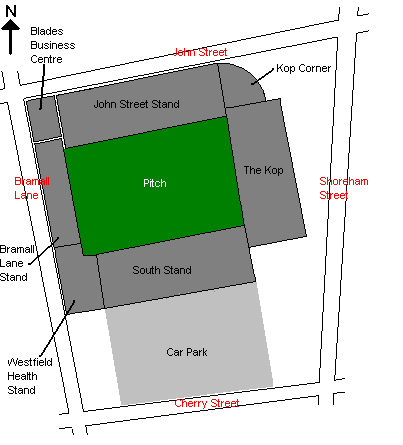
Plan du stade
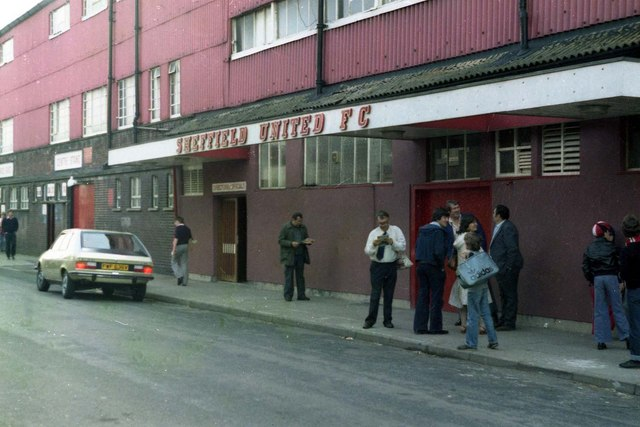
Entrée des joueurs
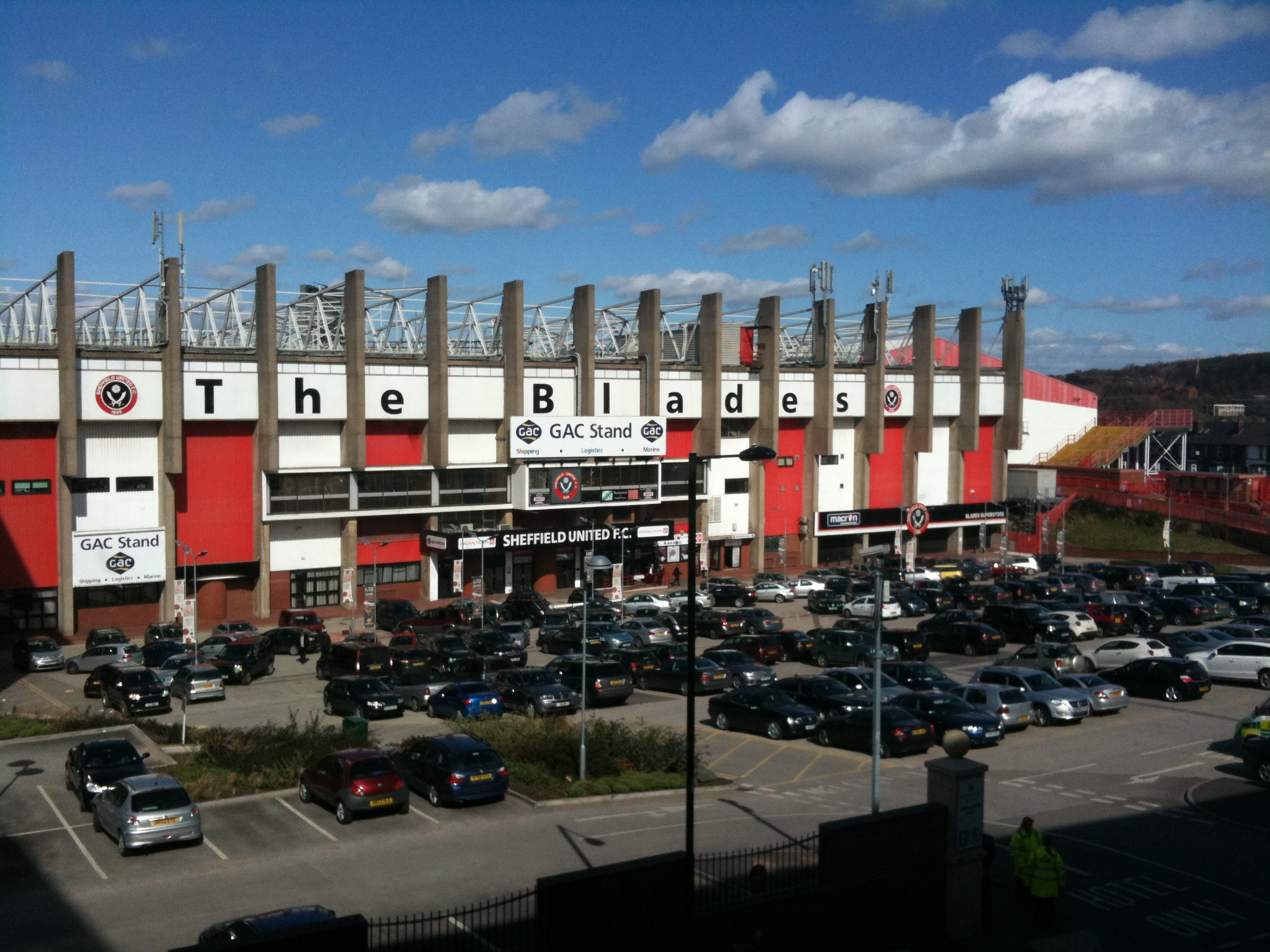
Vue extérieure
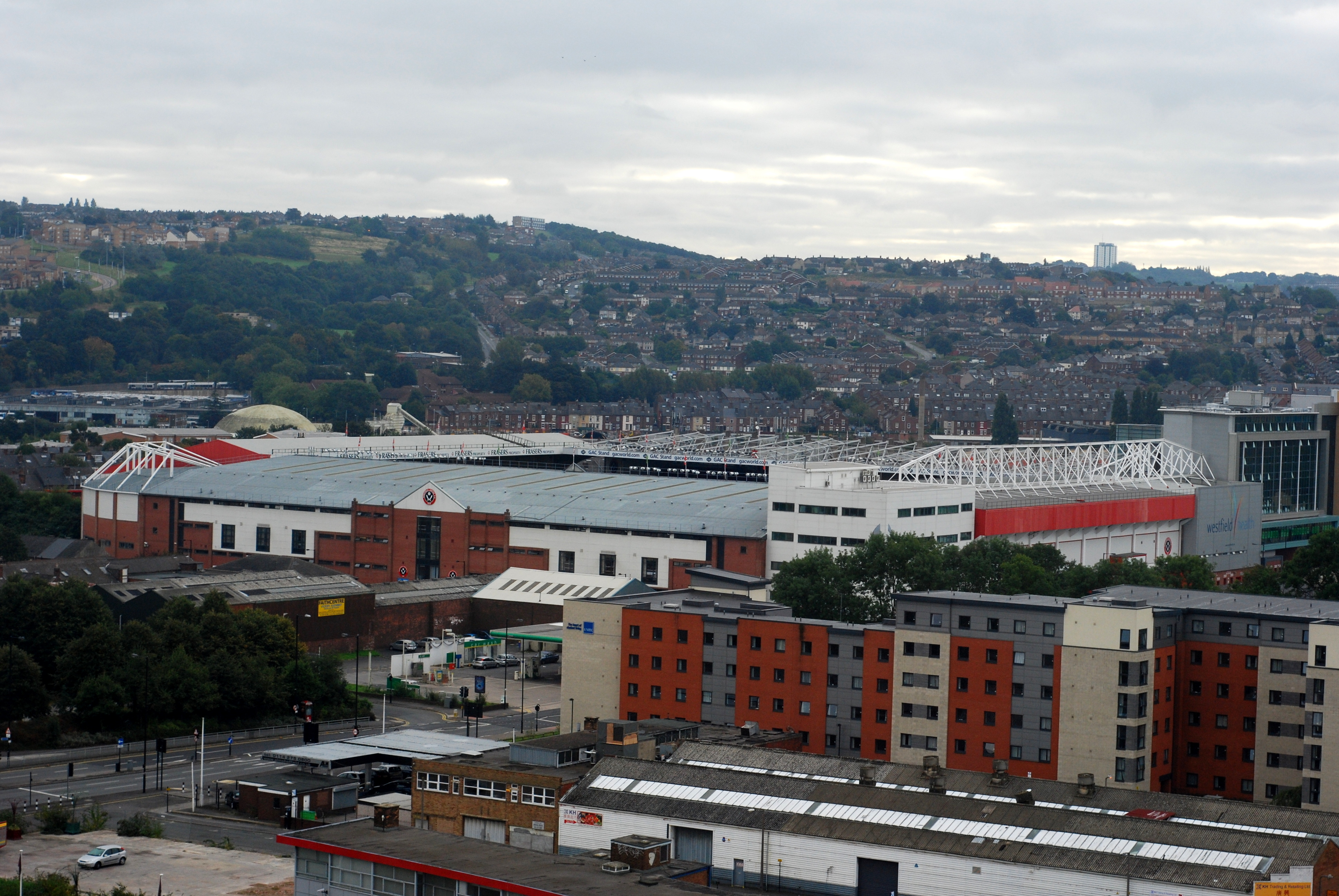
Vue extérieure
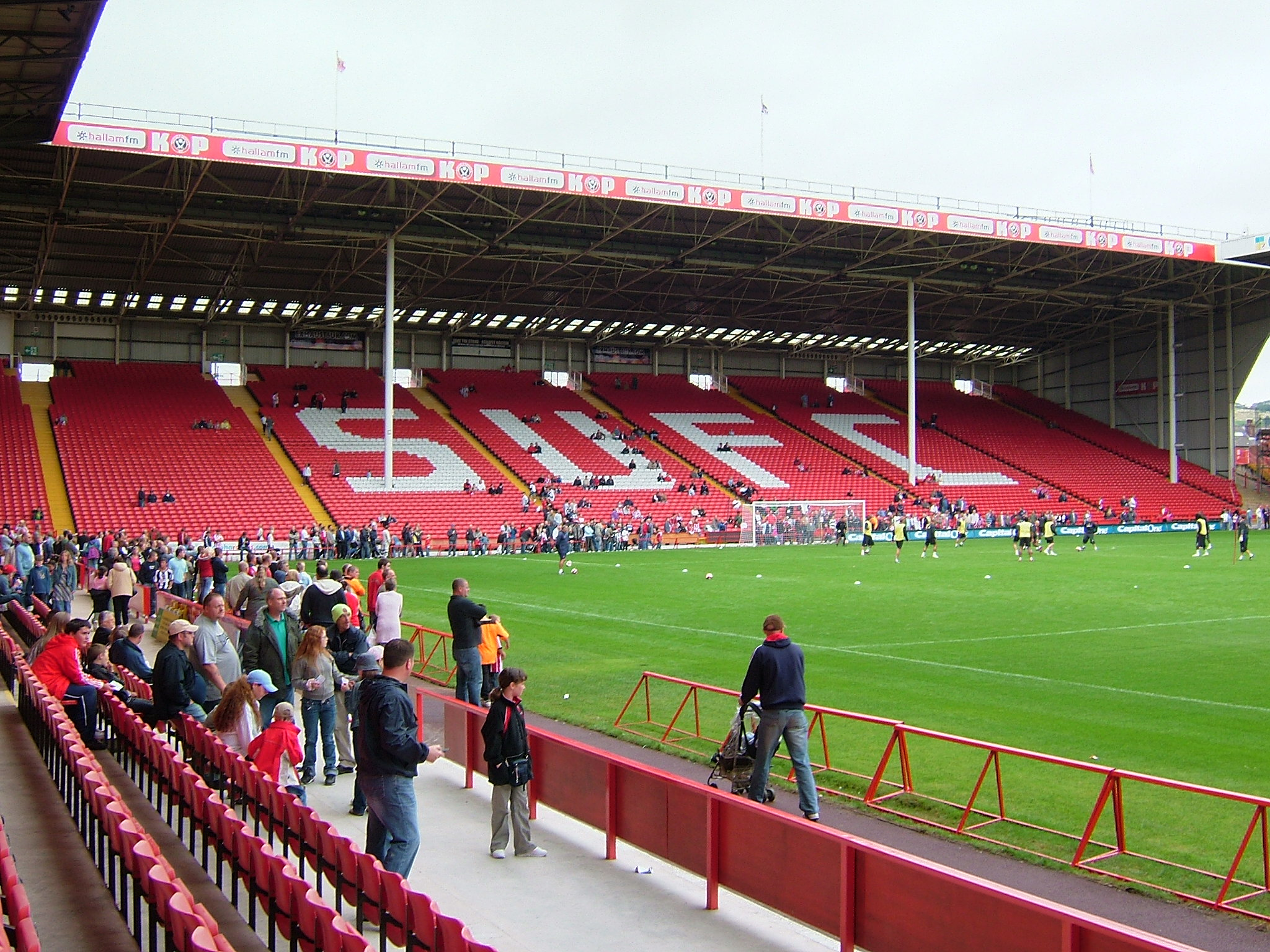
Le Kop